# Marion Hübner
Marion Hübner (ur. 29 września 1962) – niemiecka lekkoatletka specjalizująca się w biegach średniodystansowych. W czasie swojej kariery reprezentowała Niemiecką Republikę Demokratyczną.

## Sukcesy sportowe
- dwukrotna złota medalistka mistrzostw Europy juniorek z Bydgoszczy (1979), w biegu na 800 metrów oraz w sztafecie 4 x 400 metrów[1]
- dwukrotna brązowa medalistka mistrzostw NRD w biegu na 800 metrów – 1979, 1981[2]
- srebrna (1982) oraz brązowa (1981) medalistka halowych mistrzostw NRD w biegu na 800 metrów[3]

## Rekordy życiowe
- bieg na 800 metrów – 1:58,18 – Erfurt 02/08/1981